# Lynn Strait
James Lynn Strait (Manhasset, New York, 7. kolovoza 1968. – 11. prosinca 1998.) 
je bio američki glazbenik i pjevač sastava Snot.

## Biografija
Strait je rođen u Manhassetu, međutim ubrzo se preselio u Santa Barbaru, gdje se pridržio sastavu Snot kao pjevač. Također je bio i tekstopisac sastava, s kojim je 1997. snimio album Get Some.
Strait je preminuo 11. prosinca 1998. u prometnoj nesreći dok se vozio iz Santa Barbare prema Los Angelesu.
Sastav My Ruin mu je posvetio pjesmu "Rockstar", kao i Sevendust pjesmom "Angel's Son". Također, u sjećanje na njega, njegov sastav Snot je
2000. zajedno s pjevačima sastava Limp Bizkit, Korn Slipknot, Sevendust, Hed PE, Coal Chamber, Sugar Ray, System of a Down,
Soulfly, Incubus i Ozzyjem Osbournom snimio album nazvan Strait Up. Na albumu se našla i pjesma "Absent", posljednja koju
je sastav snimio sa Straitom prije njegove smrti.

## Vanjske poveznice
- Članak na MTV.com  Arhivirana inačica izvorne stranice od 18. srpnja 2009. (Wayback Machine)